# Saint-Gérand-le-Puy
Saint-Gérand-le-Puy ist eine französische Gemeinde mit 956 Einwohnern (Stand: 1. Januar 2022) im Département Allier in der Region Auvergne-Rhône-Alpes. Sie gehört zum Arrondissement Vichy und zum Kanton Saint-Pourçain-sur-Sioule. Die Einwohner werden Gérandais genannt.

## Geografie
Saint-Gérand-le-Puy liegt etwa 16 Kilometer nordnordöstlich von Vichy. Umgeben wird Saint-Gérand-le-Puy von den Nachbargemeinden Boucé im Nordwesten und Norden, Montaigu-le-Blin im Norden, Cindré im Nordosten, Servilly im Nordosten und Osten, Périgny im Osten, Magnet im Süden, Saint-Félix im Südwesten, Sanssat im Westen sowie Langy im Westen und Nordwesten.
Durch die Gemeinde führt das Flüsschen Redan sowie die Route nationale 7.
Auf dem Gemeindegebiet von Magnet befand sich der Bahnhof Saint-Gérand-Le Puy-Magnet an der Bahnstrecke Moret-Veneux-les-Sablons–Lyon-Perrache, welcher heutzutage nicht mehr bedient wird.

## Bevölkerungsentwicklung
| Jahr                       | 1962 | 1968 | 1975 | 1982 | 1990 | 1999 | 2006 | 2019 |
| Einwohner                  | 1186 | 1143 | 1121 | 1018 | 1064 | 1029 | 1001 | 969  |
| Quellen: Cassini und INSEE |      |      |      |      |      |      |      |      |

## Sehenswürdigkeiten
- Kirche Saint-Julien aus dem 11. Jahrhundert, seit 1932 Monument historique
- Schloss Saint-Gérand aus dem 15. Jahrhundert
- Herrenhaus von Gondailly
- James-Joyce-Museum

Siehe auch: Liste der Monuments historiques in Saint-Gérand-le-Puy

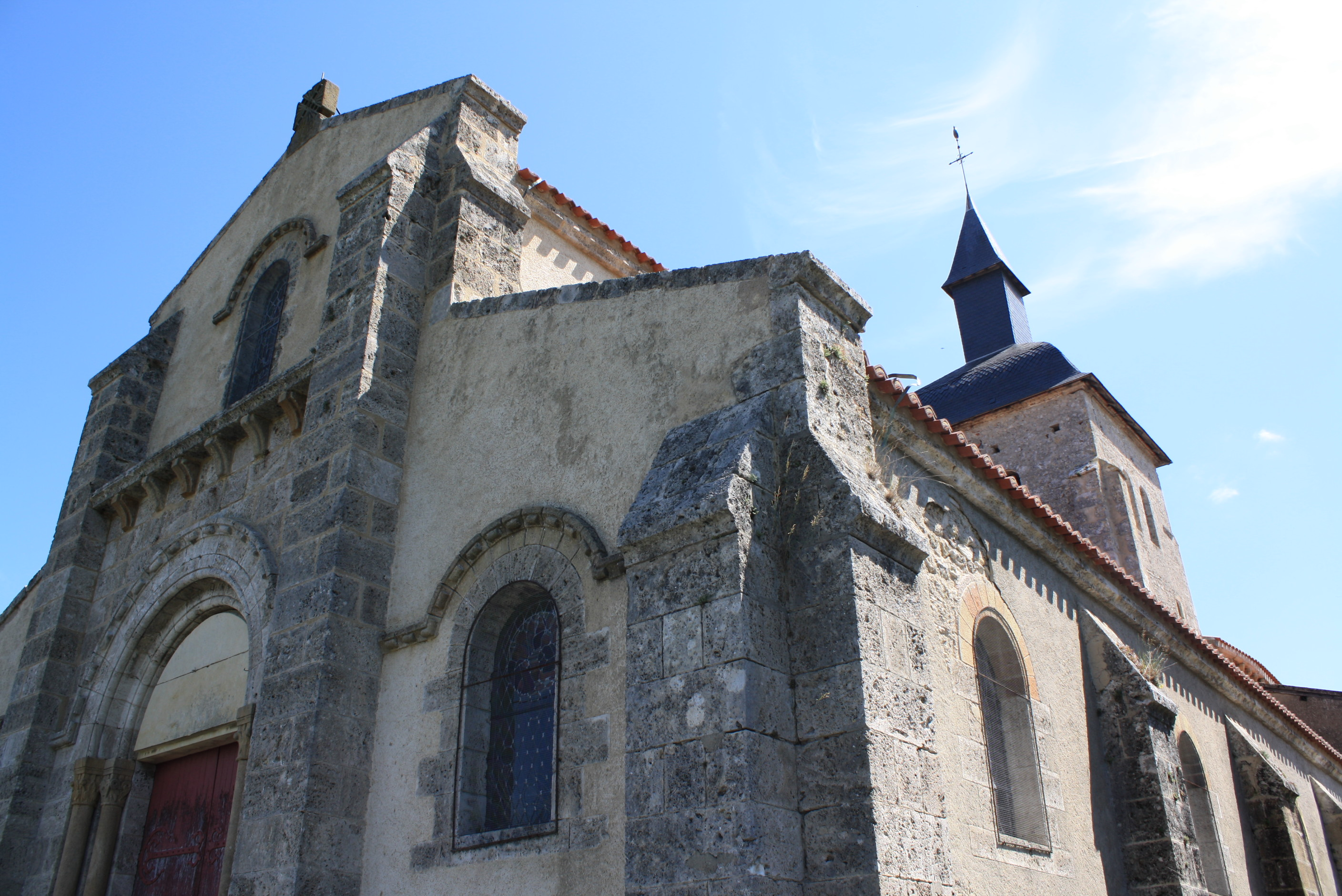
Kirche Saint-Julien